# Friedrich V. (Baden-Durlach)
Markgraf Friedrich V. von Baden-Durlach (* 6. Juli 1594 in Sulzburg, Markgräflerland; † 8. September 1659 in Durlach) regierte von 1622 bis 1659.

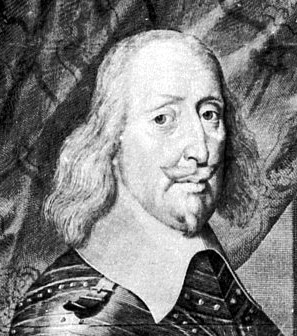
Markgraf Friedrich V. von Baden-Durlach um 1634; Kupferstich von Philipp Kilian nach einem Gemälde von Johan Caspar Widman

## Leben
Friedrich V. war der Sohn des Markgrafen Georg Friedrich von Baden-Durlach und dessen Ehefrau Juliana Ursula von Salm-Neufville (1572–1614), Tochter von Friedrich von Salm-Neufville (1547–1608).
In Sulzburg erhielt er seinen Unterricht, unter anderem durch den Superintendenten Johann Weininger und insgesamt eine streng lutherische Erziehung. In den Jahren 1613 bis 1614 bereiste Friedrich V. auf seiner Cavalierstour Frankreich, Großbritannien und die Niederlande.

### Regierungsantritt
Friedrichs Vater, Markgraf Georg Friedrich, hielt als einziger Fürst der 1621 aufgelösten Protestantischen Union weiterhin zum pfälzischen Kurfürsten Friedrich V. und betrieb 1621/1622 militärische Rüstungen. Es wird angenommen, dass Georg Friedrich befürchtete, dass ein Sieg der katholischen Partei auch zu einer Beendigung der Oberbadischen Okkupation führen und ihn damit die Herrschaft über die Markgrafschaft Baden-Baden kosten würde. Um seine Dynastie im Falle einer Niederlage weniger zu gefährden, unterzeichnete Georg Friedrich am 22. April 1622 eine Abdankungsurkunde, in der er zugunsten seines Sohnes Friedrich auf sein Amt verzichtete. Am 25. April wurden die Untertanen von ihrem Eid entbunden, die Huldigung für Friedrich erfolgte jedoch erst am 23. Mai 1622 und dem Kaiser wurde die Abdankung offiziell erst am 22. August 1622 – also nach der verlorenen Schlacht bei Wimpfen mitgeteilt.
Es bleibt jedoch nicht nur der rechtliche Beginn seiner Regentschaft unklar, sondern auch der tatsächliche, da er nach der von seinem Vater verlorenen Schlacht bei Wimpfen mit seiner Familie zunächst Zuflucht am Hof seines Schwagers Johann Friedrich von Württemberg suchte. Die Markgrafschaft Baden-Durlach wurde von kaiserlichen und ligistischen Truppen verheert und 1622–1627 mit Unterbrechungen besetzt. Friedrich versicherte gegenüber dem Kaiser, er habe die militärischen Aktionen seines Vaters niemals unterstützt, und bat um die Belehnung mit der Markgrafschaft, die er jedoch erst 1627 erhielt.

### Friedrich verliert die Markgrafschaft Baden-Baden
Kaiser Ferdinand II. entschied am 25. August 1622, dass die 1594 erfolgte Besetzung der Markgrafschaft Baden-Baden durch Baden-Durlach zu beenden sei und die Markgrafschaft Baden-Baden an den Erben von Markgraf Eduard Fortunat (Baden-Baden), Wilhelm, zu übergeben und Ersatz für die Nutznießung seit 1594 zu leisten sei. Die Durchführung dieses Beschlusses wurde dem Bruder des Kaisers Leopold V. übertragen. Die Streitigkeiten zwischen Friedrich und Wilhelm prägten die nächsten Jahre. Mehrere Verhandlungsrunden (1624 in Rouffach; 1625 in Freiburg im Breisgau) über die Ersetzung der Einkünfte aus 28 Jahren blieben erfolglos. Am 27. Mai 1627 kam es bei einem Treffen der beiden Kontrahenten in Wien unter kaiserlichem Druck zu einem Abkommen. Die Entschädigung wurde auf 380.000 Gulden festgelegt und da Friedrich diese natürlich nicht sofort bezahlen konnte, sollte er Gebiete der Markgrafschaft Baden-Durlach als Pfand abtreten. Am 5. Juli 1629 wurde in Ettlingen eine weitere Vereinbarung zur Präzisierung der ersteren getroffen.
Die Abkommen wurden später von Friedrich angefochten, da sie unter militärischem Druck der kaiserlichen Truppen erzwungen wurden. So beschäftigte der badische Sukzessionsstreit auch noch 1648 die Diplomaten die den Westfälischen Frieden aushandelten.

### Das Restitutionsedikt von 1629 und seine Folgen
Nachdem Friedrich bereits die Markgrafschaft Baden-Baden verloren hatte und zudem zwei Ämter seines Stammlandes verpfänden musste, drohte ihm mit der im Restitutionsedikt geforderten Rückgabe aller nach 1552 säkularisierten Klostergüter eine weitere schwere Einbuße. Da in der Markgrafschaft Baden-Durlach die Reformation erst 1556 eingeführt wurde, betraf diese Regelung praktisch alle ehemaligen Klostergüter.
In der Folge beteiligte sich Friedrich am Leipziger Bund. Am 6. Juli 1630 war der Schwedenkönig Gustav II. Adolf mit seiner Armee in Deutschland gelandet und die protestantischen Fürsten wollten den Kaiser nur unterstützen, wenn dieser das Restitutionsedikt aufheben würde.
Erst nach der Schlacht bei Breitenfeld schlossen sich die protestantischen Fürsten in größerer Anzahl dem Schwedenkönig an und verlangten wiederum die Rücknahme des Restitutionsediktes. Friedrich traf Gustav Adolf 1631 in dessen Winterquartier in Mainz und verbündete sich mit ihm. Der Schwedenkönig übernahm bei dieser Gelegenheit auch die Patenschaft für Friedrichs Sohn aus zweiter Ehe, Bernhard Gustav. Während die schwedische Armee im Südwesten Deutschlands die Oberhand hatte, konnte Friedrich über die beiden Markgrafschaften Baden-Durlach und Baden-Baden regieren. Allerdings gab es auch 1632 mehrere Vorstöße kaiserlicher Truppen in die Markgrafschaft.

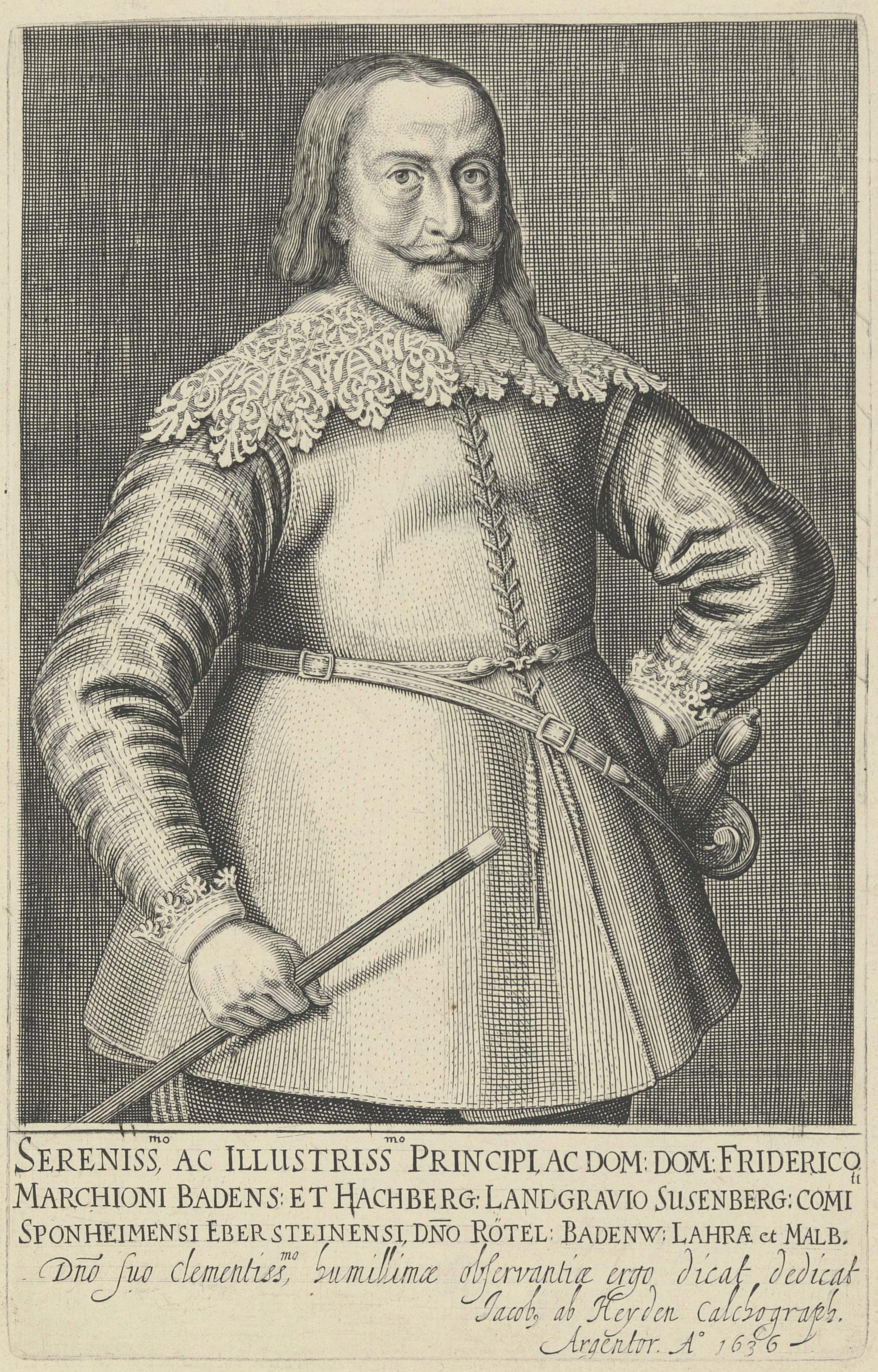
Friedrich V. von Baden – Stich von Jacob van der Heyden 1636

### Weitere Entwicklungen
Nach dem Tod des Schwedenkönigs in der Schlacht bei Lützen übernahm dessen Kanzler Axel Oxenstierna die Führung und brachte den Heilbronner Bund als neues Bündnis deutscher protestantischer Fürsten mit dem Königreich Schweden zustande, dem auch Friedrich beitrat. Am 13. April 1633 wurde ihm die Markgrafschaft Baden-Baden wieder zugesprochen und zudem der vorderösterreichische Breisgau. Friedrich verhandelte 1633 mit dem Vertreter des französischen Königs Ludwig XIII., Manassès de Pas, Marquis de Feuquières, über die Finanzierung seiner Militärausgaben. Auch 1633 gab es einen Einfall kaiserlicher Truppen in die Markgrafschaft, wobei insbesondere das Markgräflerland betroffen war. Am 19. Juni 1633 nahm er Kirchhofen ein und ließ 300 Bauern aus Kirchhofen und umliegenden Orten im Hof des Kirchhofer Schlosses niedermetzeln, die sich an den vorherigen Plünderungen des Markgräflerlandes durch die kaiserlichen Truppen beteiligt hatten. Im Juni belagerte er mit dem Rheingrafen Otto Ludwig zusammen die Festung Breisach, die aber durch den Herzog von Feria entsetzt wurde.
1634 beteiligt sich Friedrich zusammen mit seinem Sohn an dem von Oxenstierna einberufenen Frankfurter Konvent, wo er von der Nachricht über die schwedische Niederlage in der Schlacht bei Nördlingen überrascht wurde. In der Folge wurden die Markgrafschaften wieder von katholischen Truppen besetzt und der Markgraf floh nach Straßburg, wo er bis 1642 lebte. Danach nahm er seinen Aufenthalt bis 1650 in Basel.
Bei einer von Oxenstierna einberufenen Konferenz am 12. November 1634, war Friedrich einer der wenigen protestantischen Fürsten die noch kamen und bei dem Bündnis mit Frankreich mitmachten. Friedrich wurde nicht in den Prager Frieden und die Amnestie von 1635 einbezogen. Die Markgrafschaft Baden-Baden und das durlachische Unterland ging nun wieder an Wilhelm. Das Markgräflerland unterstellte Kaiser Ferdinand II., Claudia von Medici, der Witwe des Erzherzogs Leopold. Baden-Durlach wurde wieder katholisch.
1636 wurde die seit drei Jahren durch die Kaiserlichen belagerte Hochburg eingenommen. 1638 rückte Herzog Bernhard von Sachsen-Weimar in die oberen Herrschaften der Markgrafschaft Baden-Durlach ein und besiegte die kaiserliche Armee in der Schlacht bei Rheinfelden. Nachdem Bernhard auch Freiburg und Breisach eingenommen hatte, konnte Friedrich wieder die Herrschaft über seine oberen Herrschaften in Besitz nehmen. 1639 erwarb Friedrich den Hagenbachschen Hof am Rheinsprung in Basel (Rheinsprung 24 und Martinsgasse 9–15) der bis 1686 in markgräflichem Besitz blieb und auch der Alte Markgräflerhof genannt wurde.
Friedrich wurde vom Kaiser nicht zum Reichstag 1640/1641 eingeladen und kam auch auf Aufforderung der Kurfürsten nicht. Da er immer noch im Bündnis mit Schweden und Frankreich war, kam er nicht in den Genuss der 1641 ausgesprochenen Amnestie.

### Die Friedensverhandlungen 1643–1648
Auch als im April 1643 in Münster und Osnabrück die Friedensverhandlungen begannen bestritten Kaiser und katholische Reichsstände der Markgrafschaft zunächst das Recht an diesen Verhandlungen teilzunehmen. Auf Intervention der protestantischen Reichsfürsten wurde Baden-Durlach jedoch zugelassen.
Markgraf Friedrich konnte zunächst seine schwedischen Verbündeten überzeugen, seine Maximalforderungen in ihren Vorschlag vom April 1647 für einen Friedensvertrag aufzunehmen. Im Mai 1647 willigten die kaiserlichen Gesandten in die Wiedereinsetzung Friedrichs als Markgraf von Baden-Durlach und die Annullierung der Abkommen von Wien und Ettlingen bzgl. der Entschädigung für die Oberbadische Okkupation ein.
Eine französische Intervention verbesserte die Lage für Friedrich noch etwas, aber weder Schweden, Frankreich noch die protestantischen Reichsfürsten wollten das Gesamtwerk an Friedrichs Anspruch auf die Markgrafschaft Baden-Baden scheitern lassen und erwarteten Friedrichs Zustimmung zum Kompromiss.
In Artikel IV, § 26 des Friedensvertrages von Osnabrück wurde schließlich die Restitution des Markgrafen geregelt.
Bei den Friedensverhandlungen ließ er sich durch seinen Hofrat, den Badenweiler Amtmann Johann Georg von Merckelbach vertreten und erhielt sein Land (ohne Oberbaden) und die Regierungsgewalt zurück.
Obwohl mit dem Ergebnis des Friedensschlusses nicht wirklich zufrieden, benannte Friedrich sein Schloss Ötlikon bei Basel zur Erinnerung an den Friedensschluss um in Schloß Friedlingen.

#### Nicht durchsetzbare Ansprüche auf die Herrschaft Hohengeroldseck
Friedrichs vierte Ehefrau (⚭ 1644), Anna Maria von Hohen-Geroldseck († 1649) war nach dem Tod ihres Vaters, Jakob von Hohen-Geroldseck († 1634) die einzige Erbin derer von Geroldseck. Die Habsburger betrachteten die ganze Herrschaft Hohengeroldseck als an sie zurückgefallenes Lehen und ignorierten die Ansprüche der Erbin auf darin enthaltenes Allodialgut.
In Artikel IV, § 27 des Friedensvertrages von Osnabrück wurde festgelegt, dass Anna Maria die von ihr beanspruchten Güter bei Vorlage echter Urkunden herausgegeben werden sollten. Anna Maria setzte Friedrich als ihren Erben ein, aber auch er konnte bis an sein Lebensende nicht in den Besitz des geerbten Allodialgutes kommen, da die Habsburger und der von ihnen belehnte Kraft Adolf Otto von Cronberg immer wieder die Ausführung der Vertragsbestimmung hinausschoben und neue Rechtsmittel einlegten.

### Die letzte Dekade
Die Markgrafschaft war nach dem Krieg schwer verwüstet und hatte durch Kriegshandlungen und Seuchen etwa drei Viertel ihrer Einwohner verloren; die meisten Häuser waren zerstört oder beschädigt und die Felder und Rebberge wurden nicht mehr bebaut.
1649 machte Friedrich sein Testament das die Unteilbarkeit der Markgrafschaft festlegte und zudem bestimmte, dass bei Abgang einer Linie des badischen Hauses die jeweils andere die Erbschaft antreten sollte – trotz der Auseinandersetzung mit den Vettern vom Haus Baden-Baden wurde immer noch die Vorstellung eines Gesamthauses Baden weiter verfolgt. 1650 kehrte Friedrich nach Durlach zurück.
1650 gründete er die Landschule in Rötteln aus der später das Pädagogium Lörrach entstand neu. Er belebte auch wieder das Gymnasium Illustre in Durlach.
1654 setzte er das schon von seinem Vater Georg Friedrich 1622 geschaffene badische Landrecht in Kraft. Friedrich V. starb im Alter von 65 Jahren am 8. September 1659 in der Karlsburg und wurde in der Stiftskirche in Pforzheim bestattet. Die Konversion seines Sohnes Gustav Adolf (1660) zum Katholizismus musste der lutherische Fürst nicht mehr miterleben.

## Mitglied der Fruchtbringenden Gesellschaft
1632 wurde Markgraf Friedrich durch Fürst Ludwig I. von Anhalt-Köthen in die Fruchtbringende Gesellschaft aufgenommen. Dieser verlieh ihm den Gesellschaftsnamen der Verwandte und die Devise dem Biesem. Als Emblem wurde ihm Biesem Hiazinth <Muscari botryoides L. Mill. var. album> zugedacht. Im Köthener Gesellschaftsbuch findet sich Friedrichs Eintrag unter der Nr. 207. Dort ist auch dessen Reimgesetz zu lesen, mit welchem er sich für die Aufnahme bedankt:
Der Biesem Hiazinth von fern ist Vnß Zukommen,

vnd vom geruch den er vom Biesem hat genommen

Den nahmen. Darumb ich genennet bin Verwandt

Dem Biesem, wie dan auch die blume nuhn bekandt.

Jn fernen landen oft, daß gute man erst findet

Wan man nicht gahr Zu sehr ahnß Vaterland sich bindet,

Vnd nimmet ahn den brauch, der vbel angewehnt

Vnd aller tugend frucht, wirdvngemeß erkent.

## Ehen und Nachkommen

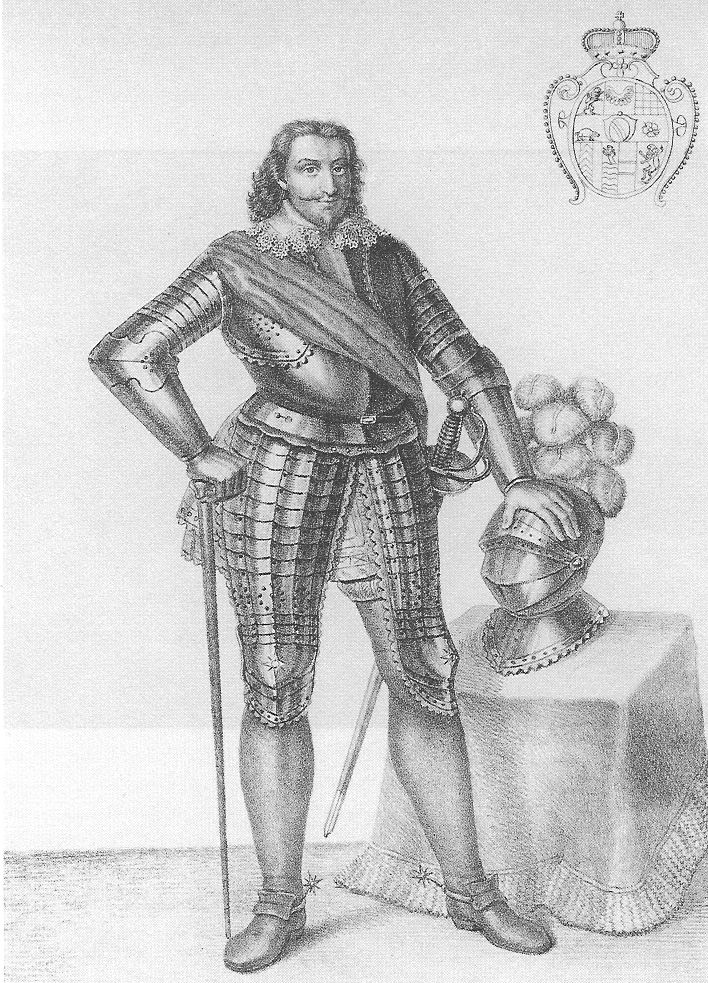
Friedrich V. von Baden

In erster Ehe heiratete Markgraf Friedrich V. von Baden am 21. Dezember 1616 Barbara von Württemberg (* 4. Dezember 1593; † 8. Mai 1627), die Tochter des Herzogs Friedrich I. von Württemberg. Aus dieser Ehe gingen folgende Kinder hervor:
- Friedrich VI. (* 16. November 1617; † 31. Januar 1677), Markgraf, Reichsfeldherr
- Sibylle (* 4. November 1618; † 7. Juli 1623)
- Karl Magnus (* 27. März 1621; † 29. November 1658)
- Barbara (* 6. Juni 1622; † 13. September 1639)
- Johanna (* 5. Dezember 1623; † 2. Januar 1661), heiratete am 26. September 1640 den schwedischen Feldmarschall Johan Banér (* 3. Juli 1596; † 20. Mai 1641) und in zweiter Ehe 1648 den Grafen Heinrich von Thurn (* 1628; † 19. August 1656), schwedischer General, Reichsrat, Statthalter in Riga und Reval
- Friederike (* 6. April 1625; † 16. Juni 1645)
- Christine (* 25. Dezember 1626; † 11. Juli 1627)

In zweiter Ehe heiratete Markgraf Friedrich V. von Baden am 8. Oktober 1627 Eleonore von Solms-Laubach (* 9. September 1605; † 6. Juli 1633), die Tochter des Grafen Albrecht Otto I. von Solms-Laubach. Aus dieser Ehe gingen folgende Kinder hervor:
- Anna Philippine (* 9. September 1629; † 27. Dezember 1629)
- Eleonore († 15. November 1630)
- Gustav Adolf[15] (* 24. Dezember 1631; † 26. Dezember 1677), katholisch, 1667 Benediktiner, 1671 Abt zu Fulda, 1673 Abt zu Kempten, 1672 Kardinal

In dritter Ehe heiratete Markgraf Friedrich V. von Baden am 21. Januar 1634 Maria Elisabeth von Waldeck-Eisenberg (* 2. September 1608; † 19. Februar 1643), die Tochter des Grafen Wolrad IV. von Waldeck-Eisenberg. Die Ehe blieb kinderlos.
In vierter Ehe heiratete Markgraf Friedrich V. von Baden am 13. Februar 1644  Anna Maria von Hohen-Geroldseck (* 28. Oktober 1593; † 25. Mai 1649), die Witwe des Grafen Friedrich zu Solms-Rödelheim und Tochter des Jakob von Hohen-Geroldseck. Die Ehe blieb kinderlos.
In fünfter Ehe heiratete Markgraf Friedrich V. von Baden am 20. Mai 1650 Elisabeth Eusebia von Fürstenberg († 8. Juni 1676), die Tochter des Grafen Christoph II. von Fürstenberg. Die Ehe blieb kinderlos.